# 河邑ミク
河邑 ミク（かわむら ミク、1994年8月8日 - ）は、日本のお笑いタレント。本名：河邑 美空（読みは同じ）。大阪府出身。松竹芸能株式会社所属。

## 来歴・人物
本名の「美空」という名前は、両親が新婚旅行で行った先のハワイで見た空が美しかったから、これに因んで名付けられたという。弟が居る。芸人になったきっかけは、小学生の時によく見ていた吉本新喜劇やダウンタウン。憧れの芸人はオセロ。
芸人を目指すきっかけとなったのは、中学生時代に文化祭でやった漫才だった。高校卒業と共に2013年4月、松竹芸能の養成所に入学。同所卒業後は女性コンビ『8分音符』を結成して活動。8分音符時代はアルミカン、ベビィリッチ、ぺんぎんダービーと共に8人ユニット『イロイロジカケ』でも活動。しかし、2015年3月に8分音符は当時の相方が療養のため引退し解散。解散後も新たにコンビを組んで漫才をする気は満々だったが、自分がいい芸人にならないと誰とも組んでもらえないと思い、相方が見つかるまではということで一人で続けていたが、結局一人での活動が定着し、以後現在もピン芸人として活動している。
『おはようコールABC』（朝日放送テレビ）、その他多数の番組でレポーターを務める。
2017年度下半期放送の連続テレビ小説『わろてんか』（NHK）ではお楽役で出演した。
ネタは主に一人コントで、「レンタル彼女」「ジュエリーショップの店員」などがあり、これらのコントの登場人物になりきる芸風である。対男性という設定のネタが多い。漫画やドラマを参考にしてネタ作りをしているという。自らを「清純派芸人」と称しており、下ネタはNGである。
2016年、第17回新人お笑い尼崎大賞奨励賞。2017年、第1回『女芸人No.1決定戦 THE W』（日本テレビ）では準決勝の結果が「11位」となり、決勝進出10枠には入らず、ガンバレルーヤと共にリザーブ枠（補欠）に入る。しかし決勝進出者の辞退は出なかったため、決勝戦当日（2017年12月11日）一般審査員395名の前で前説を務めた。その後、翌年2018年の『R-1ぐらんぷり』（関西テレビ）にて決勝進出。この当時の年齢は23歳で、R-1ぐらんぷり史上最年少の決勝進出だった。なおR-1ぐらんぷり2018以後も漫才コンビ志望は変わらず、相方募集中であるという。
2018年に入ってからも両親と一緒に大阪で実家暮らしをしていたが、同年7月、活動拠点を東京に移す。2019年のR-1ぐらんぷりでも決勝進出したが、その決勝戦では大阪をいじるネタを行い、そのために「大阪をバカにしすぎ。不快過ぎる」などとSNSが“プチ炎上”したということがあった。
同じ松竹芸能の先輩の紺野ぶるまからは、「（河邑は）自分の妹」とも言われていて、紺野ぶるまと合同で開催したライブのタイトルは、『義理姉妹』である（詳しくは下記を参照）。
女優の松岡茉優に似ていると言われていることから、松岡のモノマネを持ちネタにしており、『ウチのガヤがすみません!』（日本テレビ）で松岡と共演した際には、松岡本人から公認をもらっている。
2021年、毎日放送『歌ネタ王決定戦FINAL』で森本サイダーとのユニット「ミクミクサイダー」で決勝進出。結果はファイナリスト9組中5位。この年は他にもM-1グランプリ、キングオブコントでもミクミクサイダーとして出場している。
Yonigeのごっきんは同じ高校の同級生。2022年1月24日にはこの二人でトークライブを行った。
2022年、『女芸人No.1決定戦 THE W』で初の決勝進出を果たす。決勝はエルフ、紅しょうが、にぼしいわしと同じグループCに入った。第1試合の先攻に登場したが、後攻で登場したエルフに満場一致で敗退した。
2024年、『女芸人No.1決定戦 THE W』で2年ぶり2度目の決勝進出を果たすが、またしても満場一致で忠犬立ハチ高に屈し1stステージ敗退となった。

## 出演

### テレビ番組

#### 過去のレギュラー番組
- おはようコールABC（2016年3月4日 - 2020年3月、朝日放送テレビ）
- 夢追人〜農に生きる〜（KBS京都）
- ゲツ→キン（eo光テレビ）
- ぶらばん。（姫路CATV）
- バラエティー生活笑百科（NHK大阪） - 準レギュラー
- 河邑ミクのうみ旅物語（2018年9月9日 - 9月30日、毎日放送） - 和歌山県串本町を紹介する旅番組
- 石川さん情報Live リフレッシュ（石川テレビ） - 不定期出演
- 超占い番組!ミラスゴ（2021年10月3日 - 12月26日、BS12 トゥエルビ） - MC[22]

#### その他の出演番組
テレビ
- スパニチ!! 世の中ナメてました!! 反省します 感謝×女子（TBS） - 2015年6月28日
- モテモテかんぱにーR25（関西テレビ）
- 〜あなたの日常に“笑い”をお届け！〜デリ芸（関西テレビ）
- ぽじポジたまご（KBS京都）
- ゴジカル!（四国放送）
- 情報レストラン（びわ湖放送）
- 超ハマる!爆笑キャラパレード→ネタパレ（フジテレビ） - 2016年10月15日、11月19日、2018年9月14日
- PON!（日本テレビ、2018年3月14日放送）
- オールスター後夜祭（2018年4月1日、2019年4月7日[23]、TBSテレビ）
- 濱口女子大学（テレビ大阪、2018年4月22日）
- 世界の村のどエライさん（関西テレビ・フジテレビ、2018年5月14日）
- マヨなか笑人（読売テレビ） - 2018年6月9日
- にちようチャップリン（テレビ東京） - 2018年9月2日初出演
- 激!今夜もドル箱（テレビ東京） - 2018年10月24日、2018年10月31日
- ザ・細かすぎて伝わらないモノマネ（フジテレビ） - 2018年11月24日（この回では、第2位に選ばれた[24]）、2019年12月14日、2024年12月7日（この回では第3位に選ばれており、森本サイダーとのタッグ）
- ウチのガヤがすみません!（日本テレビ） - 2018年12月25日初出演
- 深夜に発見!新shock感〜一度おためしください〜（テレビ東京） - 2019年1月6日
- 旭市七夕市民まつり（千葉テレビ） - 2019年8月17日、餅田コシヒカリとリポートを担当。
- 冗談騎士（BSフジ） - 2019年10月9日、16日、駆け抜けて軽トラ、森本サイダーとユニットコントを披露。
- 前略、西東さん（中京テレビ） - 2019年10月16日
- ぐんま一番（群馬テレビ） - 2019年10月18日、25日
- 有田ジェネレーション（TBS） - 2019年10月28日
- 不可避研究中（NHK） - 「美少女戦士レイワヤン」出演 レイワ・ヤンカ 役
- 熱烈!ホットサンド!（札幌テレビ放送） - 2020年6月27日
- 世界一短いネタ番組 15ビョーーーン（テレビ東京） - 2021年6月6日[25]、森本サイダーと組んで出演[26]。
- UTAGE! 夏の特別編!～お笑い芸人が本気で歌ってみた～4時間SP（TBSテレビ） - 福田麻貴（3時のヒロイン）と一緒にaikoの『カブトムシ』を歌う[27]。
- ものまねグランプリ（日本テレビ） - 2021年12月21日、スパイク小川暖奈、みほとけとの「ものまね三姉妹」として「篠原涼子が家政婦を雇ったら…」のコントで出演[28][29]
- 千鳥の鬼レンチャン（フジテレビ） - 2022年5月1日、2023年2月19日

### テレビドラマ
- 連続テレビ小説 わろてんか（2017年10月2日 - 2018年3月31日、NHK） - お楽 役
- まったり!赤胴鈴之助 第6話（2022年2月13日、BSテレ東） - 鬼久保サキ 役
- 失恋めし 第8話（読売テレビ） - チヒロ 役
- だが、情熱はある 第5話（2023年5月7日、日本テレビ） - 女芸人 役
- 警視庁追跡捜査係-交錯-（2023年8月7日、テレビ東京） - 橋本玲子 役
- 社内処刑人〜彼女は敵を消していく〜（2024年4月19日 - 6月21日、関西テレビ） - 矢野恵子 役[30]
- トーキョーカモフラージュアワー 第4話（2025年2月10日、朝日放送テレビ） - あんかけチャーハンの女・夏子 役[31]

### ラジオ
- に1度の松竹バザール!（MBSラジオ）
- 松竹芸能60周年これからも謙虚・素直・感謝SP（MBSラジオ）
- よなよな…（朝日放送ラジオ）
- 笑福亭晃瓶のほっかほかラジオ（KBS京都ラジオ）
- 角座演芸アワー（ラジオ関西）
- マイナビ Laughter Night（2018年12月21日[32]、TBSラジオ）
- 大竹まこと ゴールデンラジオ!（2019年10月24日、文化放送）
- 伊集院光とらじおと（2021年7月 - 2022年、TBSラジオ） - レポーターとして加入
- INNOCENT SALON（2025年4月6日 - 、FM NACK5）[33]

### Web番組
- R−1ぐらんぷり延長戦 ファイナリスト大反省会 ～同情するなら仕事くれ!SP～（2019年3月10日、GYAO!）

### 映画
- フード・ラック！食運（2020年11月20日、松竹） - 芸人ミク 役

- ウェディング・ハイ（2022年3月12日、松竹） - 石川麻里 役

- 事故物件ゾク 恐い間取り（2025年7月25日、松竹）[34]

### アニメ
・かがみの孤城（2020年12月23日、松竹） - ピアノ教室の先生 役

### ミュージック・ビデオ
- あいなぷぅ『2番めの恋』（2020年1月14日、YouTube）
- ウルトラ寿司ふぁいやー『私はかまいません』（2023年7月26日）

### 単独・ユニットライブ
- 義理姉妹（2018年12月1日、東京・新宿角座） - 紺野ぶるまとのツーマンライブ。[35]
- ネタヤールーズエンジェル（2019年12月4日、東京・新宿バティオス） - 紺野ぶるま、ヒコロヒーとのスリーマンライブ。[36]
- 作戦会議（2020年1月27日、東京・新宿バティオス） - プロダクション人力舎所属・ターリーターキーとのツーマンライブ。[37][38]
- 八方美人（2021年2月28日、東京・新宿角座）[39]、（2021年5月2日、大阪・心斎橋角座） - 初単独ライブ。[40]

### CM
- OWNDAYS「いい顔になろう。」シリーズ（2024年11月7日 - ）[41]

## 賞レースでの戦績
女芸人No.1決定戦 THE W には毎年準決勝進出を決めている他、R-1グランプリでも決勝進出2回と好成績を残している。
- 2017年 女芸人No.1決定戦 THE W 準決勝進出
- 2018年
  - R-1ぐらんぷり 決勝進出
  - 女芸人No.1決定戦 THE W 準決勝進出
- 2019年 
  - R-1ぐらんぷり 決勝進出
  - 女芸人No.1決定戦 THE W 準決勝進出
- 2020年 女芸人No.1決定戦 THE W 準決勝進出
- 2021年
  - R-1グランプリ 準決勝進出
  - 女芸人No.1決定戦 THE W 準決勝進出
- 2022年 
  - R-1グランプリ 準決勝進出
  - 女芸人No.1決定戦 THE W 決勝進出
- 2023年
  - R-1グランプリ 準々決勝進出
  - 女芸人No.1決定戦 THE W 準決勝進出
- 2024年
  - R-1グランプリ 準々決勝進出[42]
  - 女芸人No.1決定戦 THE W 決勝進出
- 2025年
  - R-1グランプリ 準々決勝進出[43]